# Ochthebius zugmayeri
Ochthebius zugmayeri är en skalbaggsart som beskrevs av Kniz 1909. Ochthebius zugmayeri ingår i släktet Ochthebius och familjen vattenbrynsbaggar. Inga underarter finns listade i Catalogue of Life.